# Sideritis montserratiana
Sideritis montserratiana é uma espécie de planta com flor pertencente à família Lamiaceae. 
A autoridade científica da espécie é Stübing, Roselló, Olivares & Peris, tendo sido publicada em Anales del Jardín Botánico de Madrid 52: 112. 1994.

## Portugal
Trata-se de uma espécie presente no território português, nomeadamente em Portugal Continental.
Em termos de naturalidade é endémica da Península Ibérica.

## Protecção
Não se encontra protegida por legislação portuguesa ou da Comunidade Europeia.